# Melanochromis kaskazini
Melanochromis kaskazini är en fiskart som beskrevs av Konings-dudin, Konings och Stauffer 2009. Melanochromis kaskazini ingår i släktet Melanochromis och familjen Cichlidae. Inga underarter finns listade i Catalogue of Life.